# Parahephaestion malleri
Parahephaestion malleri là một loài bọ cánh cứng trong họ Cerambycidae.